# Seleção Canadense de Futebol de Areia
A Seleção Canadense de Futebol de Areia representa o Canadá nas competições internacionais de futebol de areia (ou beach soccer). Foi vice-campeã da temporada 2006 do Campeonato de Futebol de Areia da CONCACAF.

## Elenco atual
Desde 13 de fevereiro de 2017
| \| No. \| Pos. \| Jogador \| Idade \| Jogos \| Gols \| Clube \| \| --- \| ---- \| ----------------- \| --------------------------------- \| ----- \| ---- \| --------------------------------- \| \| 1 \| GR \| Vincent Cournoyer \| 28 de fevereiro de 1987 (38 anos) \| \| \| Royal Sélect Beauport \| \| 18 \| GR \| Anthony Alves \| 10 de junho de 1984 (40 anos) \| \| \| Peniche Community Club of Toronto \| \| \| \| \| \| \| \| \| \| 3 \| D \| Daniel Chamale \| 16 de março de 1993 (32 anos) \| \| \| Milwaukee Wave \| \| 4 \| D \| Adrian Cann \| 19 de setembro de 1980 (44 anos) \| \| \| Scarborough SC \| \| 6 \| D \| Ian Bennett \| 27 de agosto de 1985 (39 anos) \| \| \| Milwaukee Wave \| \| \| \| \| \| \| \| \| \| 3 \| M \| Jacob Orellana \| 9 de fevereiro de 1995 (30 anos) \| \| \| Toronto United \| \| 7 \| M \| Miloš Šćepanović \| 28 de junho de 1989 (35 anos) \| \| \| Serbian White Eagles \| \| 8 \| M \| Nazim Belguendouz \| 29 de abril de 1991 (33 anos) \| \| \| FC Grenadiers \| \| 13 \| M \| Mark Janković \| 27 de outubro de 1980 (44 anos) \| \| \| Scarborough SC \| \| \| \| \| \| \| \| \| \| 9 \| A \| Danilo Pessoa \| 2 de março de 1990 (35 anos) \| \| \| FC Grenadiers \| \| 14 \| A \| Robert Renaud \| 14 de março de 1993 (32 anos) \| \| \| Milwaukee Wave \| 1. |      |                   |                                   |       |      |                                   |
| No. | Pos. | Jogador           | Idade                             | Jogos | Gols | Clube                             |
| 1 | GR   | Vincent Cournoyer | 28 de fevereiro de 1987 (38 anos) |       |      | Royal Sélect Beauport             |
| 18 | GR   | Anthony Alves     | 10 de junho de 1984 (40 anos)     |       |      | Peniche Community Club of Toronto |
| |      |                   |                                   |       |      |                                   |
| 3 | D    | Daniel Chamale    | 16 de março de 1993 (32 anos)     |       |      | Milwaukee Wave                    |
| 4 | D    | Adrian Cann       | 19 de setembro de 1980 (44 anos)  |       |      | Scarborough SC                    |
| 6 | D    | Ian Bennett       | 27 de agosto de 1985 (39 anos)    |       |      | Milwaukee Wave                    |
| |      |                   |                                   |       |      |                                   |
| 3 | M    | Jacob Orellana    | 9 de fevereiro de 1995 (30 anos)  |       |      | Toronto United                    |
| 7 | M    | Miloš Šćepanović  | 28 de junho de 1989 (35 anos)     |       |      | Serbian White Eagles              |
| 8 | M    | Nazim Belguendouz | 29 de abril de 1991 (33 anos)     |       |      | FC Grenadiers                     |
| 13 | M    | Mark Janković     | 27 de outubro de 1980 (44 anos)   |       |      | Scarborough SC                    |
| |      |                   |                                   |       |      |                                   |
| 9 | A    | Danilo Pessoa     | 2 de março de 1990 (35 anos)      |       |      | FC Grenadiers                     |
| 14 | A    | Robert Renaud     | 14 de março de 1993 (32 anos)     |       |      | Milwaukee Wave                    |